# Allendale (Kalifornia)
Allendale – jednostka osadnicza w Stanach Zjednoczonych, w stanie Kalifornia, w hrabstwie Solano.